# Khlong Sam Wa
Khlong Sam Wa est l’un des 50 khets de Bangkok, Thaïlande.

## Points d'intérêt
- Safari World
- Le temple bouddhiste Wat Phraya Suren

## Galerie

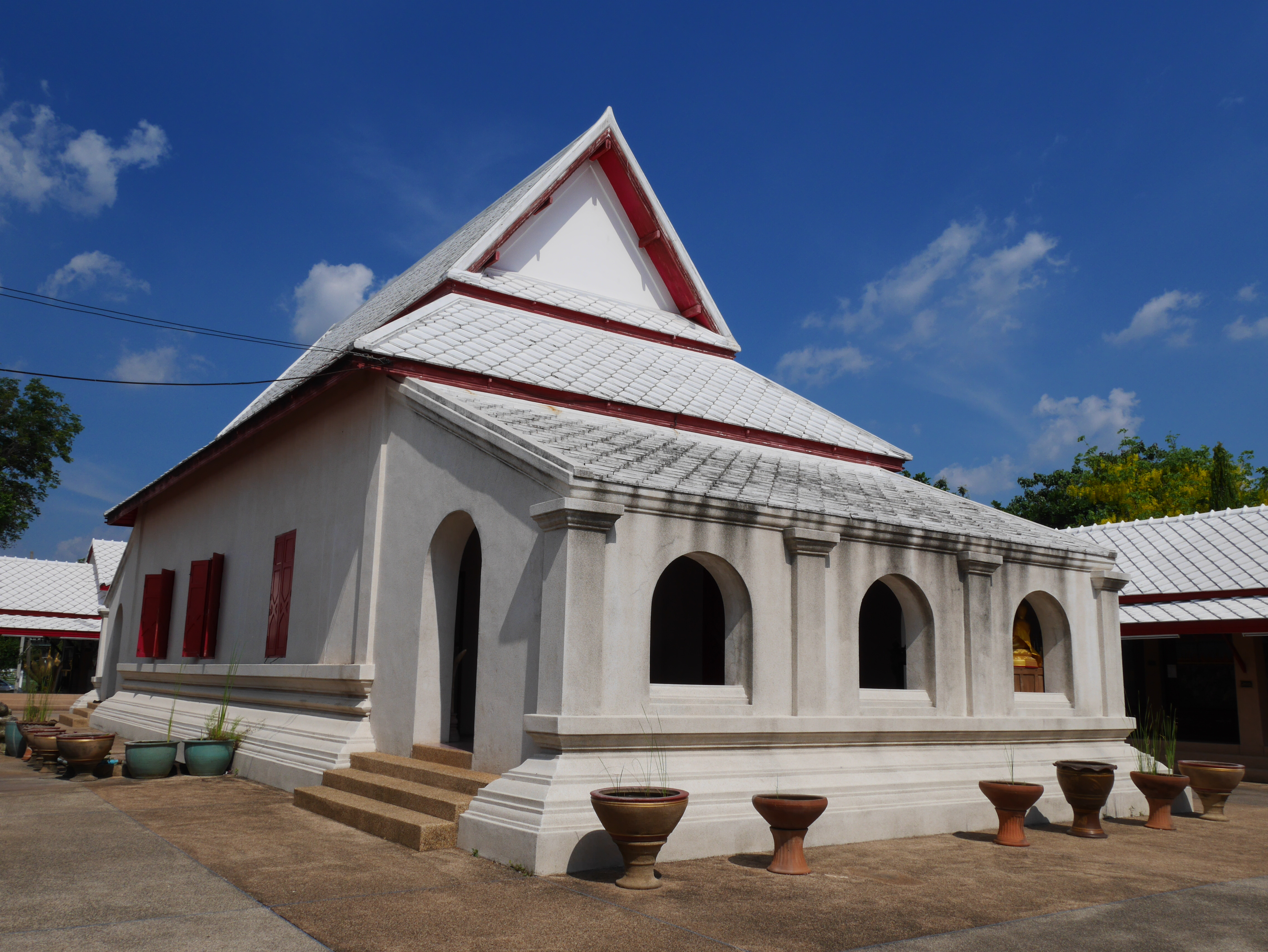
Le Wat Phraya Suren (en)